# Xã Saling, Quận Audrain, Missouri
Xã Saling (tiếng Anh: Saling Township) là một xã thuộc quận Audrain, tiểu bang Missouri, Hoa Kỳ. Năm 2010, dân số của xã này là 1.472 người.